# Фридрих Кацер
Фридрих Кацер (чеш. Bedřich (Friedrich) Katzer; Рокицани, 5. јун 1861 – Сарајево, 3. фебруар 1925) био је геолог и члан Српске краљевске академија наука (1924).

## Биографија
Похађао је реалну гимназију у Кутној Хори и Прагу, а потом је 1880–1883. студирао на Високој техничкој школи у Прагу, гдје је 1883–1888. радио као асистент. Године 1890. стекао је звање доктора филозофије на Универзитету у Гисену (Њемачка). Био је управник станице за испитивање грађевинских материјала у Вршовицама код Прага 1888–1891, а 1892–1895. асистент за минералогију, геологију и рудна лежишта на Рударској академији у Леобену (Аустрија).
У Бразилу је био управник минералошко-геолошког одјела Државног музеја у Пари и државни геолог (1895–1898). Средином 1898. почео је да ради у Рударској земаљској управи у Сарајеву, гдје је крајем године успостављено геолошко одјељење. Земаљски геолог постао је 1901, а рударски савјетник 1909. године. Један је од оснивача Геолошког завода (1912), којим је руководио до своје смрти, а постао је и хонорарни кустос геолошко-минералошко-палеонтолошке збирке Земаљског музеја у Сарајеву.
Од 1924. био је дописни члан Српске краљевске академије. Главне области његовог научноистраживачког рада биле су практична геологија, посебно детаљније геолошко картирање Босне и Херцеговине као наставак и попуњавање првог основног геолошког снимања, те систематско геолошко истраживање лежишта корисних руда у БиХ. Године 1903. учесницима IX међународног конгреса геолога у Бечу приредио је обиман водич кроз БиХ и том приликом објавио је шест карата у размјери 1 : 75.000 (Добој, Зеница, Јајце–Језеро, Прозор, Мостар и Бугојно) и једну карту у размјери 1 : 200.000 (Мајевица и околина Доње Тузле). Под његовом управом 1907–1922. публиковано је десет карата у размјери 1 : 75.000 (Мотајица–Просара, Тузла–Мајевица, Јања, Грачаница– Тешањ, Дервента–Которско, Градачац–Брчко, Трново–Фоча, Зеница–Вареш, Прњавор, Сарајево).
Са својим сарадницима, 1906–1921. издао је три листа прегледних геолошких карата у размјери 1 : 200.000 (Сарајево, Тузла, Бања Лука). Листове Травник и Љубушки завршили су и објавили његови сарадници 1922–1924. године. За Земаљски музеј уредио је минералошке, петролошке и палеонтолошке збирке. Објавио је око 140 научних радова и преко 500 прилога, реферата и биљешки у разним иностраним научним часописима. Одликован је Орденом Светог Саве III степена.